# William Magarity
William John "Will" Magarity (Rasunda, Provincia de Södermanland, 17 de junio de 1993) es un jugador de baloncesto sueco. Con 2.11 de estatura, es un jugador exterior que puede actuar tanto de alero como de pívot. Actualmente juega en el Acunsa GBC de la Liga ACB. 

## Trayectoria deportiva
Se formó en Italia en el Pallacanestro Biella, donde llegó a debutar en el primer equipo en la temporada 2011-12, y en la temporada siguiente defendería los colores del Eco Örebro, equipo de baloncesto sueco que competiría en la Basketligan. Más tarde se formaría en el baloncesto universitario estadounidense pasando por las Universidades de Boston y Davidson.
Jugó durante dos temporadas con los Boston College Eagles de 2013 a 2015, y otras dos con Davidson Wildcats de 2016 a 2018,
Tras regresar de su formación universitaria estadounidense, en 2018 regresa a su país para jugar unos encuentros con Södertälje Kings de Basketligan y Eurocup.
En octubre de 2018, iniciada la temporada 2018-19, llega a las filas del KK Zadar croata, donde promedia en 23 encuentros la cifra de 11,4 puntos y 5,9 rebotes en la Liga Adriática.
En julio de 2019 se compromete con el Bàsquet Manresa de la Liga Endesa por dos temporadas.  En la temporada 2019-20 jugó 36 partidos entre la Liga Endesa y Europa dónde promedia 7,2 puntos y 3,1 rebotes en 19 minutos.
El 12 de agosto de 2020, el Acunsa GBC hace oficial la incorporación del jugador para disputar la temporada 2020-21 en la Liga Endesa.